# Jules Baillardel de Lareinty
Jules Baillardel de Lareinty, marquis de Tholozan, est un homme politique français né le 10 septembre 1852 à Guermantes (Seine-et-Marne) et mort le 26 mai 1900 à Paris.

## Biographie
Fils de Clément Gustave Henri Baillardel, baron de Lareinty, et de Julie de Chastenet de Puységur, il est licencié en droit et s'occupe de la gestion de ses propriétés. Conseiller général du canton de Blain, il est député de la Loire-Inférieure de 1887 à 1893, siégeant avec les monarchistes. 
En 1887 il était domicilié au château de Guermantes (Seine-et-Marne) avec son épouse depuis 1885, Louise de Sabran-Pontevès, qui acquit le château de Blain en 1892.
Un décret présidentiel du 14 décembre 1891 confirmé par un jugement du 19 janvier 1893 l'autorisa à relever le titre de son grand-oncle Ernest René, marquis de Tholozan, ancien page de Charles X et ancien officier de la Garde royale, mort sans descendance à 82 ans au château de Guermantes le 3 mars 1890.
Il meurt à 47 ans dans son hôtel parisien du boulevard Saint-Germain.

## Sources
- « Jules Baillardel de Lareinty », dans le Dictionnaire des parlementaires français (1889-1940), sous la direction de Jean Jolly, PUF, 1960 [détail de l’édition]
- Jean-Christophe Robert, Les Châtelains du Lac. Une famille du grand monde à Sigean (1731-1945), Toulouse : autoédition, 2021, 376 p.